# رسمندو
رسمندو (به اسپانیایی: Rezmondo) یک شهرستان در اسپانیا است.